# Сухохрад
Сухохрад (слч. Suchohrad) насељено је мјесто са административним статусом сеоске општине (слч. obec) у округу Малацки, у Братиславском крају, Словачка Република.

## Географија
Налази се на самој граници са Аустријом. Удаљено је око 15 км југозападно од Малацког на лијевој обали ријеке Мораве.

## Становништво
| Година:    | 1994. | 2004.   | 2014.    | 2024.   |
| ---------- | ----- | ------- | -------- | ------- |
| Број људи: | 540   | 573     | 647      | 683     |
| Разлика:   |       | +6,11 % | +12,91 % | +5,56 % |

| Година:    | 2023. | 2024.   |
| ---------- | ----- | ------- |
| Број људи: | 691   | 683     |
| Разлика:   |       | -1,15 % |

Према подацима о броју становника из 2024. године насеље је имало 683 становника.